# RollerCoaster Tycoon
La série RollerCoaster Tycoon est un ensemble de jeu vidéo de gestion dont le but est de construire et gérer son propre parc d'attraction. Le joueur peut donc, au travers de scénarios concentrés sur un parc soit vierge, soit déjà en activité, modeler le terrain à sa guise. Les scénarios induisent cependant un (RCT1 et 2) ou 3 (RCT3) objectifs à atteindre, parfois dans un temps donné ou à une date butoir, pour réussir le scénario et donc la partie. Dans le premier opus, le concept d'index de scénario permet de mettre en place une suite de scénarios bien précis, et donc de créer un principe de déverrouillage, dans lequel le fait de remporter un scénario permet de déverrouiller le suivant sur la liste. Ainsi, dans RollerCoaster Tycoon, les 5 premiers scénarios de la liste sont disponibles au départ, et le fait d'en terminer un permet de débloquer le 6e. Puis le 7e, puis le 8e, etc. sur les 21 disponibles dans la version vanilla du jeu.
En raison de l'ajout du concepteur de scénario dans le second opus, et donc de l'infinité de scénarios possibles et imaginables, le concept des index de scénario est supprimé, permettant aux joueurs de créer (ou de télécharger et d'installer) autant de scénarios qu'ils le veulent, mais rendant en contrepartie tous les scénarios disponibles dès le départ.
Le principe des index de scénario est repris dans le troisième opus, qui fut par ailleurs le premier en 3D intégrale.

## Jeux de la série

### RollerCoaster Tycoon
Le premier opus de la série, publié en 1999, fait suite au succès de Transport Tycoon, autre jeu développé par Chris Sawyer, autour de la passion que voue celui-ci pour les montagnes russes. Le jeu permet au joueur de prendre la tête d'un parc d'attractions soit vierge, soit déjà en activité, et de le travailler à sa guise. Le joueur doit cependant atteindre un objectif précis (fréquentation, qualité du parc) à une date butoir (souvent la fin de la 3e saison d'activité). Le fait d'atteindre l'objectif à la date donnée permet de remporter la partie et le scénario. Le principe d'index des scénarios mentionné en ouverture, permet aux scénarios de se débloquer les uns à la suite des autres, offrant une sensation de progression et surtout d'accomplissement lorsque le joueur atteint les derniers scénarios de la liste.
Les extensions ajoutent chacune trente scénarios, ainsi que des attractions qui n'ont pu être ajoutées au jeu original pour diverses raisons, notamment l'Enterprise , le Shoot the Chute ou encore la Souris folle.
- RollerCoaster Tycoon (1999)
  - Extension Nouvelles Attractions (titre original : Corkscrew Follies ou Added Attractions) (1999)
  - Extension Loopings en Folie (titre original : Loopy Landscapes) (2000)

### RollerCoaster Tycoon 2
Le second opus, sorti trois ans après le premier, utilise une version améliorée du moteur du premier jeu afin de permettre l'empilage de décors via la touche SHIFT, permettant de créer des murs, des toits, des fenêtres et donc de concevoir d'immenses bâtiments où loger les attractions. Le jeu permet aussi de jouer sur des cartes bien plus grandes (jusqu'à 2500 carrés de côté) permettant ainsi de créer des reconstitutions de parcs réels bien plus fidèles à la réalité. Les attractions sont revues et de nouvelles font leur apparition.
Le créateur de scénarios, le créateur de montagnes russes (permettant de créer un parcours de montagnes russes sans se soucier de la gestion d'un parc en arrière-plan) et l'importateur de designs téléchargés sont implantés dans le jeu, permettant à une communauté de fans d'échanger leurs parcs, scénarios, et attractions avec aisance.
Les scénarios, cependant, ne disposent plus de l'index qui permettaient de créer un déverrouillage, comme dans le premier opus : ici tous les scénarios sont disponibles dès le départ.
Du fait d'un partenariat avec la chaîne de parcs d'attractions Six Flags, certains de leurs parcs de l'époque (Six Flags Magic Mountain, Great Adventure, Over Texas, mais aussi Walibi Belgium et Walibi Holland) furent reproduits dans le jeu, ainsi que des versions vierges de ces parcs, que le joueur peut remplir lui-même. Certaines attractions emblématiques de ces parcs (Goliath, Titan, Nitro, La Vibora, Great American Scream Machine, Viper ou encore Goliath) sont disponibles pour être reconstruites dans n'importe quel parc.
Les deux extensions ajoutent, comme leur nom l'indique, du contenu dans le temps (Time Twister) et l'espace (Wacky Worlds) en permettant au joueur de créer un parc médiéval, jurassique, ou encore sur le thème des années folles, ou bien de reconstruire la Tour Eiffel ou encore la Tour de Pise et de construire des attractions thématisées.
- RollerCoaster Tycoon 2 (2002)
  - Extension Wacky Worlds (2003)
  - Extension Time Twister (2003)

### RollerCoaster Tycoon 3
Le troisième opus, sorti deux ans après le second, constitue le passage de la franchise dans la 3D, permettant au joueur de faire un tour virtuel de ses attractions. La rétro-compatibilité des attractions avec RCT1 et 2 est assurée, mais pas avec les parcs. Cependant, certains joueurs ont assuré la recréation de certains scénarios du premier opus dans le 3e, permettant de les rejouer en 3D.
Les scénarios de base du jeu sont à nouveau indexés, mais sont au nombre de 18 seulement. Les 6 premiers sont disponibles dès le départ, le premier servant de tutoriel.
RollerCoaster Tycoon 3 est (avant la sortie de RollerCoaster World) le seul jeu de la série à avoir été réalisé entièrement en 3D. L'intelligence des visiteurs et le rendement des textures du jeu sont grandement améliorés (notamment en ce qui concerne les liquides).
- RollerCoaster Tycoon 3 (2004)
  - Extension Délires Aquatiques ! (titre original : Soaked!) (2005)
  - Extension Distractions Sauvages ! (titre original : Wild!) (2005)

Depuis 2005 (sortie de la dernière extension pour RollerCoaster Tycoon 3), de nombreuses rumeurs ont circulé sur Internet concernant une suite mais, à la suite des conflits de droits d'auteur entre Atari et Chris Sawyer (l'auteur original de la série), aucun développement n'était possible ni d'un côté, ni de l'autre. Les problèmes de droits ont entre-temps été réglés. Le 14 août 2010, un employé d'Atari, surnommé Zodiac sur les forums de la compagnie, annonce qu'Atari pense sérieusement à une suite à la série et appelle les fans à leur faire part de leurs suggestions. En mars 2014, Atari annonce sur la page facebook de RollerCoaster Tycoon une suite sur ordinateur, un hypothétique Roller Coaster Tycoon 4, prévu pour cet automne. Entre-temps, une version disponible sur mobile fut faite.
- Éditions Spéciales

Il existe aussi des versions gold (connues sous le nom de Triple Action Packs, Deluxe Edition...) disponibles pour RollerCoaster Tycoon, RollerCoaster Tycoon 2, et RollerCoaster Tycoon 3 qui incluent l'ensemble des extensions en un seul jeu. La compilation RollerCoaster World regroupe quant à elle l'intégralité des jeux.

### RollerCoaster Tycoon 3D
Cet opus est le premier de la série à sortir sur une console portable, en l’occurrence la Nintendo 3DS du constructeur japonais Nintendo.

### RollerCoaster Tycoon 4 Mobile
Roller Coaster Tycoon 4 Mobile, publiée en 2014 sur mobiles, permet au joueur de prolonger son aventure sur mobile. Néanmoins, cette version profite de l'essor des réseaux sociaux et des paiements via application. Elle induit donc des paiements via mobile afin de débloquer du contenu, des objets sociaux induisant les réseaux sociaux du joueur, mais perd en réalisme en permettant à des tracés impossibles d'être créés, là ou les précédents opus mettaient l'accent sur le réalisme des attractions, et perd le choix du parc en ne permettant qu'un terrain standard, à la Theme Park.
- RollerCoaster Tycoon 4 Mobile (2014)

### RollerCoaster Tycoon World
En août 2014, Atari annonce le développement d'un nouveau jeu de gestion de parcs d'attraction sur PC, sous le nom de Roller Coaster Tycoon World. La sortie étant prévue pour le 10 décembre 2015. La sortie a été reportée pour le premier semestre de 2016.

### RollerCoaster Tycoon Classic
Roller Coaster Tycoon Classic, publiée par Atari inc en 2017 et développé par Origin8 Technologies Ltd. Ce jeu est une refonte complète de Roller Coaster Tycoon 1 & 2 et de leurs extensions (Wacky Worlds Expansion Pack, Time Twister Expansion Pack).

#### Les principaux changements
Ce qui diffère des précédents jeux c'est une refonte graphique, plusieurs outils pour ajouter du contenu (Park Scenario Editor, Ride Designer) et une possibilité d'importer ces modifications dans RollerCoaster Tycoon 2.